# ابن الطوير
أبو محمد المرتضى عبد السلام بن الحسن بن الطوير القيسراني المعروف بابن الطوير (524 هـ - 617 هـ / 1130م - 1220م)، كاتب ومسؤول ومؤرخ مصري.

## مسيرته
وُلد في مصر عام 524 هـ الموافق ل1130م، وعندما بلغ أشده انخرط في الأعمال الديوانية وتقلب في الخدمة في الدواوين الفاطمية ثم الأيوبية، وكان يتولى «ديوان الرواتب» قرب نهاية العصر الفاطمي. وينتمي ابن الطوير إلى نفس طبقة المؤلفين الإداريين الذين أوكلت إليهم الحكومة وظائف الإشراف العليا على الدواوين الإدارية بمصر في أيام الفاطميين والأيوبيين.
كتب ابن الطوير كتابه (نزهة المقلتين في أخبار الدولتين) على الأرجح في زمن صلاح الدين الأيوبي، وقصد عمل ما يشبه الموازنة بين نظام الدولة الفاطمية، الذي خبره جيداً، ونظام الدولة الصلاحية، وهذا ما يفسر عنوان الكتاب «... أخبار الدولتين»، ويعدّ الكتاب من المؤلفات القليلة التي تناولت موضوع نظم الحكم ورسوم دار الخلافة الفاطمية في مصر، إن لم يكن هذا الكتاب الوحيد الذي تناول هذا الموضوع الهام. فالمؤلفات التي كتبت في القرنين الرابع والخامس هجري، مثل مؤلفات ابن زولاق والقضاعي، تعالج موضوعات تاريخية خالصة وقد تصف مواكب الخليفة أو مجالسه في القصر في سياق عرض الأحداث.
أدى وصول ابن الطوير إلى الأرشيف الفاطمي إلى أن تحظى أعماله باحترام كبير من قبل مؤرخي العصور الوسطى والحديثة على حد سواء: فقد اعتبره مؤرخ القرن الخامس عشر ابن تغري أهم مصدر عن الخلافة الفاطمية، ويصف «نيكو كابتين» (بالإنجليزية: Nico Kaptein)‏ تاريخه باعتباره «مصدرًا لا يُقدّر بثمن».
انفرد ابن الطوير بإيراد تفصيلات تاريخية موسَّعة ليست موجودة عند غيره من المؤرخين، أوردها المقريزي من «الاتعاظ» دون تحديد لمصادرها، ومقارنة هذه المعلومات مع «تاريخ ابن الفرات» الذي نقل بأمانة نصوصاً تاريخية مطوّلة عن ابن الطوير تحدد مصادر هذه المعلومات التي أوردها المقريزي في «الاتعاظ» والموضوع الثاني الذي تناوله كتاب ابن الطوير هو «النظام الإداري للدولة الفاطمية» وعلى الأخص في الخمسين عاماً الأخيرة من تاريخها. فهو يشير إلى ترتيب دواوين الدولة المختلفة وأرباب الوظائف بها، وإلى أهم خزائن الفاطميين والأهراء والحواصل ومن يشرف عليها ورواتبهم والطبقة التي ينتمون إليها: هل هم من أرباب السيوف أم من أرباب الأقلام أم من أرباب العمائم؟ خاصة وقد تولى بنفسه رئاسة «ديوان الرواتب» قرب نهاية العصر الفاطمي.
أما أهم موضوعات الكتاب التي جعلت منه نصاً له خطورته بين مصادر التاريخ الفاطمي، فهو الفصل الذي تناول فيه «ركوب الخليفة في المواكب العظام» ووصف فيه تفصيلاً الاستعدادات لهذه المواكب، والآلات الموكبية المصاحبة لها، وكيفية ركوب الخليفة ومن يكون في صحبته وكيفية استقدامهم، والطريق الذي يسلكه الموكب في الذهاب والعود، إلى غير ذلك من التفصيلات الدقيقة التي انفرد بها ابن الطوير، وكذلك الفصل العاشر الذي وصف فيه «مجالس الخليفة بالقصر» وقدّم للقارئ تفصيلات غنية عن ترتيب الجلوس فيه عن ترتيب الجلوس فيه وآدابه ومن جرى رسمه بحضورها، والأسمطة التي كانت تُمَد في قاعة الذهب في رمضان والعيدين. كما قدم في خلال ذلك وصفاً دقيقاً لترتيب قاعة الذهب والديوان الكبير والدهاليز الطوال التي تقود إلى الداخل من أبواب القصر إلى مختلف قاعاته وإلى فنائه الداخلي، مما يعين على إعادة بناء الطبوغرافية الداخلية لجزءٍ من القصر الفاطم

## الهوامش
1. ↑  "ابن الطوير القيسراني". www.taraajem.com. مؤرشف من الأصل في 2021-06-29. اطلع عليه بتاريخ 2021-06-29.
2. ↑  Cahen 1971، صفحة 960.
3. ↑  "نزهة المقلتين في أخبار الدولتين". أرشيف الإنترنت. اطلع عليه بتاريخ 2021-06-29.
4. ↑  Kaptein 1993، صفحة 12.
5. ↑  ابن الطوير (1992). ايمن فؤاد سيد (المحرر). نزهة المقلتين في تاريخ الدولتين. المعهد الألماني للنشر.